# 沖縄県道82号那覇糸満線

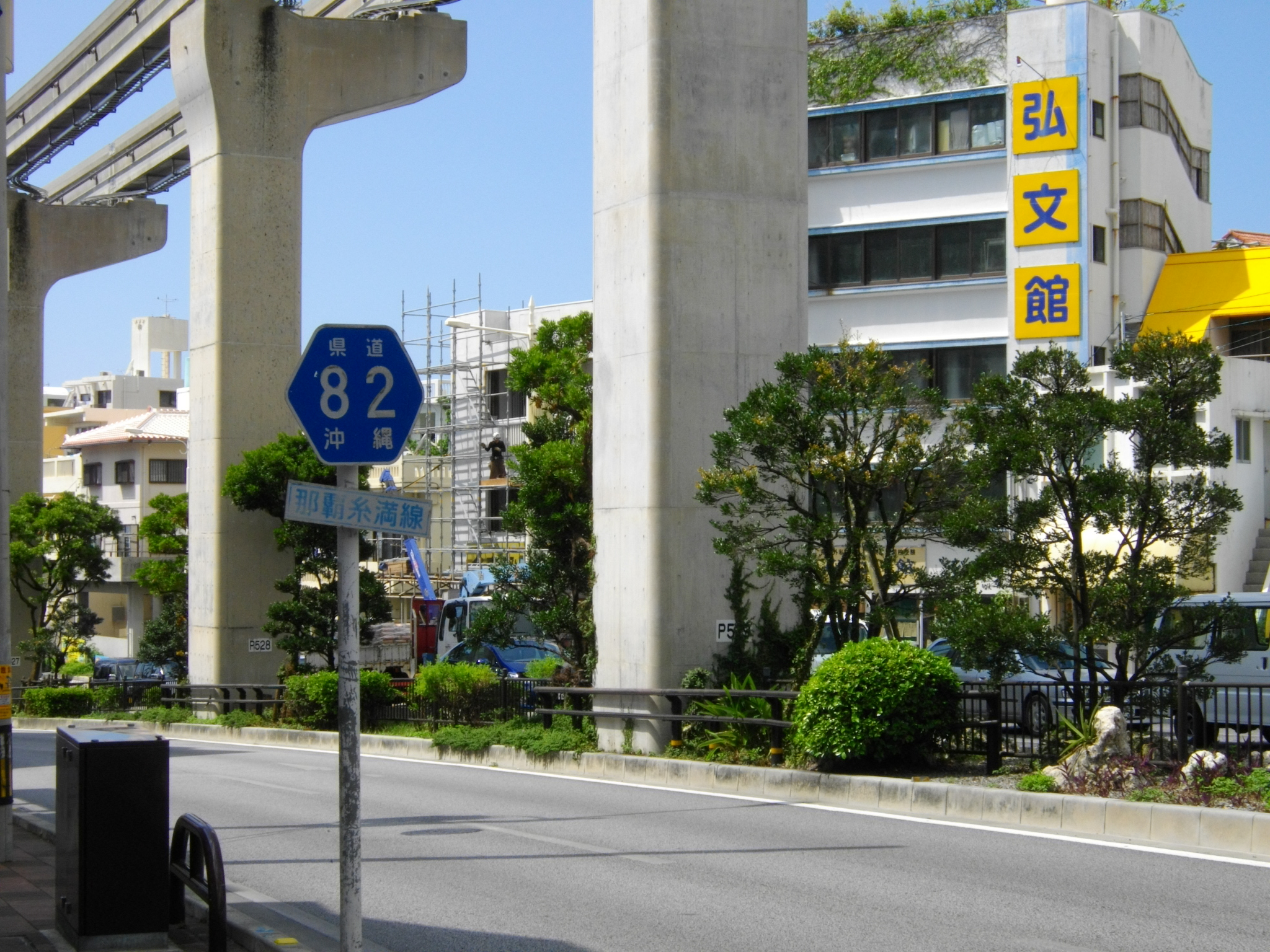
沖縄県道82号線（那覇市首里儀保町）

沖縄県道82号那覇糸満線（おきなわけんどう82ごう なはいとまんせん・主要地方道那覇糸満線）は沖縄県那覇市安謝と糸満市潮平とを結ぶ主要地方道。このうち起点の那覇市安謝（安謝交差点） - 上間（一日橋）の同市内の区間（一部南風原町新川も含む）は通称環状2号線と呼ばれている。

## 概要

### 路線データ
- 起点：那覇市安謝（国道58号、安謝交差点）
- 終点：糸満市字潮平（沖縄県道256号豊見城糸満線（旧国道331号）、阿波根交差点）
- 総延長：24.5km
- 実延長：23.3km

## 歴史
- 1953年（昭和28年） 玉城村（現南城市玉城）親慶原 - 宜野湾村（現宜野湾市）普天間が琉球政府道5号線、南風原村（現南風原町）山川 - 照屋が琉球政府道127号線としてそれぞれ指定。[矛盾 ⇔ 政府道]
- 1972年（昭和47年）5月 本土復帰と同時に政府道5号線、127号線が同じ番号のままそれぞれ県道となる（政府道5号線のうち浦添市西原 - 宜野湾市普天間は国道330号となる）。
- 本土復帰後、那覇市安謝 - 首里儀保町の環状2号線が全線完成（当時は那覇市道）。その後南風原村（現南風原町）新川 - 那覇市上間一日橋間も完成（同じく那覇市道）。
- 1980年（昭和55年）前後 那覇市安謝 - 首里儀保町と南風原町新川 - 那覇市上間の環状2号線、東風平町（現八重瀬町）外間 - 糸満市賀数、同市座波 - 潮平の市町道（一部農道も含まれる）が県道那覇外環状線（県道220号）として県道に昇格した。環状2号線の区間は4車線に整備中だった一方、糸満市と東風平町（現八重瀬町）の区間は道幅が狭く、しかも筋道を組み合わせたような"険道"区間だったため、バイパス建設が検討されていた。
- 1982年（昭和57年） 県道127号線と那覇外環状線の全線と県道5号線のうち南風原町照屋 - 兼城と同町新川 - 那覇市首里儀保町の区間が現路線名として主要地方道に昇格した。
- 1990年代 南風原町津嘉山 - 終点（糸満市潮平）のバイパスが全線開通。
- 2000年（平成12年） 那覇空港自動車道南風原道路開通に伴い、南風原南インター名護方面出入口を含む側道のバイパスが完成。
- 2003年（平成15年） 那覇空港自動車道豊見城東道路一部開通に伴い、関連バイパスが全線開通。沖縄都市モノレール開業。

## 路線状況

### 重複路線
- 沖縄県道241号宜野湾南風原線（那覇市首里儀保町 - 南風原町新川、同町兼城 - 照屋）
- 沖縄県道236号玉城那覇自転車道線（沖縄のみち自転車道・那覇市首里鳥堀町）
- 国道329号（那覇市上間 - 南風原町兼城）
- 沖縄県道86号南風原知念線（南風原町照屋 - 山川）
- 国道507号（南風原町山川 - 八重瀬町外間・旧道）
- 沖縄県道249号東風平豊見城線（八重瀬町宜次・旧道）
- 沖縄県道7号奥武山米須線（糸満市賀数 - 座波・両路線ともに旧道）

### 交差する路線
- 国道58号（起点）
- 沖縄県道251号那覇宜野湾線（那覇市銘苅（浦添方面はパイプライン通り））
- 国道330号（那覇市古島（古島インターチェンジ））
- 沖縄県道28号線（那覇市首里儀保町）
- 沖縄県道241号宜野湾南風原線（那覇市首里儀保町、南風原町新川・兼城・喜屋武）
- 沖縄県道29号那覇北中城線（那覇市首里鳥堀交差点）
- 沖縄県道236号玉城那覇自転車道線（沖縄のみち自転車道、那覇市首里鳥堀町（予定））
- 沖縄自動車道
  - 那覇インターチェンジ（那覇市首里崎山町）
- 沖縄県道240号南風原与那原線（南風原町新川）
- 沖縄県道222号真地泉崎線（那覇市真地）
- 国道329号（那覇市上間交差点、南風原町兼城）
  - 南風原バイパス（那覇市真地）
  - 那覇東バイパス（那覇市上間一日橋）
- 国道507号（那覇市上間交差点、南風原町山川橋交差点・津嘉山、八重瀬町外間）
- 沖縄県道86号南風原知念線（南風原町照屋）
- 沖縄県道128号線（南風原町照屋）
  - 津嘉山バイパス（南風原町山川）
- 那覇空港自動車道（国道506号）
  - 南風原道路（南風原町山川）
    - 南風原南インターチェンジ（南風原町山川-名護方面・同町津嘉山-豊見城方面、いずれもバイパスのみ）

  - 豊見城東道路（南風原町津嘉山・八重瀬町外間、いずれも通過のみ）
- 沖縄県道249号東風平豊見城線（八重瀬町宜次、バイパス＆旧道両方（旧道区間は一部重複））
- 沖縄県道7号奥武山米須線（糸満市賀数交差点-バイパス＆旧道、同市座波-旧道のみ）
- 沖縄県道134号線（糸満市賀数-旧道のみ）
- 沖縄県道256号豊見城糸満線（糸満市潮平、バイパスは阿波根交差点、旧道は潮平交差点。豊見城道路開通前の旧国道331号）

## 地理

### 通過自治体
- 那覇市－島尻郡南風原町－島尻郡八重瀬町－糸満市

### 路線バス
那覇市内の環状2号区間のうち安謝 - 首里間は那覇市内線が主に通っているが、モノレール開業に合わせて路線の再編が行われた。那覇インター - 上間一日橋間は主に高速道路（沖縄自動車道）に乗り入れるバスが通っている。
南風原以南は兼城 - 照屋間に大里方面ゆき、武富 - 賀数間は446番の一部、賀数 - 座波間の旧道区間は糸満方面（35番、200番、235番、446番）ゆきがそれぞれ通っているだけとなっている。このうち武富 - 賀数間のバイパス区間を通る路線はいずれも開通前に他の道路を通っていたのを開通後に利用しやすいようにバイパスに移した。
環状2号線（安謝 - 上間）を通る路線
- 1番・首里牧志線（那覇バス市内線） 那覇市首里赤田町 - 南風原町新川
- 2番・識名開南線（那覇バス市内線） 南風原町新川 - 那覇市真地
- 3番・松川新都心線（那覇バス市内線） 南風原町新川 - 那覇市真地
- 4番・新川おもろまち線（那覇バス市内線） 南風原町新川 - 那覇市真地
- 5番・識名牧志線（那覇バス市内線） 南風原町新川 - 那覇市真地
- 11番・安岡宇栄原線（那覇バス市内線） 那覇市安謝交差点 - 首里儀保交差点（新都心経由は古島インター - 首里儀保のみ）
- 12番・国場線（那覇バス市内線） 那覇市真地 - 上間
- 14番・牧志開南循環線（那覇バス市内線） 那覇市首里赤田町 - 南風原町新川 - 那覇市真地（新川営業所発着のため新川を境にルートが分かれる）
- 15番・寒川線（那覇バス市内線） 那覇市首里崎山交差点 - 上間交差点
- 16番・新川首里駅線（那覇バス市内線） 那覇市首里鳥堀交差点 - 南風原町新川
- 17番・石嶺線（那覇バス市内線） 那覇市首里儀保交差点 - 鳥堀交差点
- 18番・首里駅線（沖縄バス市内線） 那覇市首里鳥堀交差点→赤田町 - 上間（首里駅付近では県道82号→市道→県道29号→82号の反時計回り）
- 19番・首里駅循環線（那覇バス市内線） 南風原町新川→那覇市首里鳥堀交差点、那覇市首里崎山町→南風原町新川（片方向運行）
- 55番・牧港線（琉球バス交通） 那覇市銘苅パイプライン入口交差点 - 古島インター
- 56番・浦添線（琉球バス交通） 那覇市銘苅パイプライン入口交差点 - 古島インター
- 94番・首里駅琉大快速線（那覇バス）　那覇市首里鳥堀交差点→赤田町（県道29号→82号→市道→県道29号の反時計回りで通過のみ）
- 111番・高速バス（琉球バス交通・沖縄バス・那覇バス・東陽バス共同運行） 那覇インター - 那覇市上間
- 113番・具志川空港線（琉球バス交通） 那覇インター - 那覇市上間
- 117番・高速バス（美ら海直行）（琉球バス交通・沖縄バス・那覇バス共同運行） 那覇インター - 那覇市上間
- 123番・石川空港線（琉球バス交通） 那覇インター - 那覇市上間
- 127番・屋慶名（高速）線（沖縄バス） 那覇インター - 那覇市上間
- 152番・イオンモール沖縄ライカム（高速）線（琉球バス交通） 那覇インター - 那覇市上間
- 191番・城間（一日橋）線（東陽バス） 那覇市首里儀保交差点 - 上間
- 256番・浦添てだこ線（琉球バス交通） 那覇市銘苅パイプライン入口交差点 - 古島インター
- 333番・那覇西原（末吉）線（那覇バス） 那覇市古島インター - 首里儀保交差点
- 391番・城間（パルコシティ）線（東陽バス） 那覇市首里儀保交差点 - 上間

南風原以南を通る路線
- 35番・糸満（志多伯）線（沖縄バス）　糸満市賀数 - 座波（旧道区間）
- 40番・大里線（沖縄バス） 南風原町兼城 - 照屋
- 200番・糸満おもろまち線（沖縄バス）　糸満市賀数 - 座波（旧道区間）
- 235番・志多伯おもろまち線（沖縄バス）　糸満市賀数 - 座波（旧道区間）
- 309番・大里結の街線（沖縄バス） 南風原町兼城 - 照屋
- 446番・那覇糸満線（那覇バス） 糸満市武富 - 賀数南山病院前交差点（バイパス、武富・豊見城団地経由のみ）・賀数 - 座波（旧道区間）

### 並行する鉄道・駅
- 沖縄都市モノレール（ゆいレール）（那覇市古島 - 首里汀良町）
  - 市立病院前駅（那覇市古島）
  - 儀保駅（那覇市首里儀保町）

### 主要施設
- 那覇市立病院（那覇市古島）
- 沖縄県立南部医療センター・こども医療センター（南風原町新川）
- 南風原町役場（南風原町兼城）
- 南部徳洲会病院（八重瀬町外間）
- 沖縄県立糸満青年の家（糸満市賀数）